# Rosebud (Teksas)
Rosebud – miasto w Stanach Zjednoczonych, w stanie Teksas, w hrabstwie Falls.